# Pièce de 5 centimes d'euro
Pièce de 5 euro cent
La pièce de 5 centimes d'euro, 5 euro cent ou simplement 5 cents est la troisième pièce (par ordre de valeur croissante) en euro en circulation. Elle vaut un vingtième d'euro. Elle est émise par les pays de la zone euro et par les pays ayant établi des accords avec les autorités européennes (Andorre, Monaco, Saint-Marin et le Vatican), soit actuellement par 24 pays. Émise à partir de 1999, elle est en circulation depuis 2002 dans les pays ayant adopté l'euro.
Au 1er janvier 2025, il y avait 24 758 628 697 pièces de 5 centimes en circulation au sein de la zone euro, pour une valeur totale de 1 237 931 435 €.

## Spécifications techniques

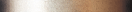
Tranche de la pièce de 5 centimes.

La pièce est composée d'un cœur d'acier recouvert de cuivre rouge, d'où sa couleur caractéristique. Elle a un diamètre de 21,25 mm, une épaisseur de 1,67 mm au niveau de la tranche et une masse de 3,92 g. La tranche est lisse.
La pièce est frappée en frappe médaille, ce qui signifie que les deux faces de la pièce apparaissent dans le même sens si on la fait pivoter sur son axe vertical.
La pièce est émise avec un revers commun à tous les pays émettant des pièces en euro et un avers national choisi par le pays émetteur selon les spécifications émises par les autorités européennes.

## Description des pièces

### Revers: face commune
| 1999- | Zone euro, Globe terrestre | Zone euro, Globe terrestre |
| 1999- | La valeur nominale 5 EURO CENT en trois lignes, à gauche d'un globe terrestre montrant l'Europe, symbolisant l'Europe dans le monde. Le globe est posé sur 6 lignes obliques sur lesquelles sont apposées des étoiles, aux extrémités de chaque ligne. |                            |
| 1999- | Graveur : Luc Luycx |                            |

### Avers: faces nationales
| 2002- | Allemagne, Branche de chêne | Allemagne, Branche de chêne |
| 2002- | Un rameau de chêne composée de 5 feuilles et de 2 glands, à la base duquel est indiqué le millésime. Le tout est entouré des 12 étoiles du drapeau européen en creux dans un anneau. |                             |
| 2002- | Graveur : Rolf Lederbogen |                             |

| 2014- | Andorre, Isard | Andorre, Isard |
| 2014- | La tête d'un isard et un gypaète barbu, représentant la nature andorrane. À gauche, en oblique, le nom du pays émetteur ANDORRA et le millésime. Le tout est entouré des 12 étoiles du drapeau européen. |                |
| 2014- | Graveur : |                |

| 2002- | Autriche, Primevère des Alpes | Autriche, Primevère des Alpes |
| 2002- | Une primevère des Alpes, pour illustrer la nature autrichienne (thème choisi pour illustrer les pièces autrichiennes de 1, 2 et 5 cent(ime)s pour rappeler le rôle du pays dans la politique environnementale de l'Union européenne),. Tout autour, en arc de cercle, la valeur nominale en toutes lettres en allemand FÜNF EURO CENT. En bas, le drapeau autrichien représenté selon les conventions héraldiques (hachures verticales pour le rouge, aucune hachure pour le blanc) et surmonté du millésime. Le tout est entouré des 12 étoiles du drapeau européen dans un anneau. |                               |
| 2002- | Graveur : Josef Kaiser |                               |

| 1999-2007 | Belgique, Roi Albert II, 1er type | Belgique, Roi Albert II, 1er type |
| 1999-2007 | Effigie d'Albert II (1934- ), Roi des Belges, tournée vers la gauche et entourée des 12 étoiles du drapeau européen dans un anneau. Les étoiles sont interrompues, à droite, par le monogramme royal d'Albert II et par le millésime. |                                   |
| 1999-2007 | Graveur : Jan Alfons Keustermans |                                   |

| 2008 | Belgique, Roi Albert II, 2e type | Belgique, Roi Albert II, 2e type |
| 2008 | Effigie d'Albert II (1934- ), Roi des Belges, tournée vers la gauche. À droite, le monogramme royal d'Albert II au-dessus des lettres BE représentant le pays émetteur. Sous l'effigie, le millésime. Le tout est entouré des 12 étoiles du drapeau européen dans un anneau. La Belgique se met en conformité avec les nouvelles règles européennes pour l'émission de pièces en euro, ajoutant la mention du pays et déplaçant le monogramme et le millésime pour ne pas interrompre le cercle d'étoiles. L'effigie du Roi Albert II est légèrement retouchée. |                                  |
| 2008 | Graveur : Jan Alfons Keustermans |                                  |

| 2009-2013 | Belgique, Roi Albert II, 3e type | Belgique, Roi Albert II, 3e type |
| 2009-2013 | Effigie d'Albert II (1934- ), Roi des Belges, tournée vers la gauche. À droite, le monogramme royal d'Albert II au-dessus des lettres BE représentant le pays émetteur. Sous l'effigie, le millésime. Le tout est entouré des 12 étoiles du drapeau européen dans un anneau. L'effigie du Roi Albert II est modifiée à nouveau pour reprendre son apparence d'origine, en raison de la réglementation européenne ne l'autorisant pas à modifier l'effigie du roi. |                                  |
| 2009-2013 | Graveur : Jan Alfons Keustermans |                                  |

| 2014- | Belgique, Roi Philippe | Belgique, Roi Philippe |
| 2014- | Effigie de Philippe (1960- ), Roi des Belges, tournée vers la droite. À gauche, le monogramme royal de Philippe au-dessus des lettres BE représentant le pays émetteur. Sous l'effigie, le millésime. Le tout est entouré des 12 étoiles du drapeau européen dans un anneau. L'effigie du Roi Philippe remplace celle de son père à la suite de l'accession au trône de Philippe, le 21 juillet 2013. |                        |
| 2014- | Graveur : Luc Luycx |                        |

| 2008- | Chypre, Mouflons | Chypre, Mouflons |
| 2008- | Un couple de mouflons, en dessous du nom du pays émetteur en grec et en turc KYΠPOΣ KIBRIS, formant un arc de cercle. Entre les 2 mots se trouve le millésime. Le tout est entouré des 12 étoiles du drapeau européen. |                  |
| 2008- | Graveur : Tatiana Soteropoulos et Erik Maell |                  |

| 2023- | Croatie, Alphabet glagolitique | Croatie, Alphabet glagolitique |
| 2023- | La partie centrale de la pièce représente les lettres «HR» en écriture glagolitique (variante angulaire) sous forme de ligature, avec le damier croate en arrière-plan. Les lettres «HR» sont le code officiel ISO 3166-1 alpha-2 pour la Croatie. Le tout est entouré des 12 étoiles du drapeau européen. |                                |
| 2023- | Graveur : Maja Škripelj |                                |

| 1999-2009 | Espagne, Cathédrale de Saint-Jacques-de-Compostelle, 1er type | Espagne, Cathédrale de Saint-Jacques-de-Compostelle, 1er type |
| 1999-2009 | Une vue d'une partie la façade Obradoiro de la Cathédrale de Saint-Jacques-de-Compostelle, en Galice. À gauche, en arc de cercle, la mention du pays émetteur ESPAÑA. Entre les 2 tours de la cathédrale, le millésime. Le tout est entouré des 12 étoiles du drapeau européen dont 5 sont en creux et 7 en relief. |                                                               |
| 1999-2009 | Graveur : Garcilaso Rollán |                                                               |

| 2010- | Espagne, Cathédrale de Saint-Jacques-de-Compostelle, 2e type | Espagne, Cathédrale de Saint-Jacques-de-Compostelle, 2e type |
| 2010- | Une vue d'une partie la façade Obradoiro de la Cathédrale de Saint-Jacques-de-Compostelle, en Galice. À gauche, en arc de cercle, la mention du pays émetteur ESPAÑA. Entre les 2 tours de la cathédrale, le millésime. Le tout est entouré des 12 étoiles du drapeau européen. L'Espagne se met en conformité avec les nouvelles règles européennes pour l'émission de pièces en euro, en présentant désormais l'ensemble des étoiles de la même façon : en relief. |                                                              |
| 2010- | Graveur : Garcilaso Rollán |                                                              |

| 2011- | Estonie, Carte de l'Estonie | Estonie, Carte de l'Estonie |
| 2011- | La carte de l'Estonie en creux au-dessus de la mention du pays émetteur EESTI et en dessous du millésime. Le tout est entouré des 12 étoiles du drapeau européen dans un anneau. |                             |
| 2011- | Graveur : Lembit Lõhmus |                             |

| 1999-2006 | Finlande, Lion héraldique, 1er type | Finlande, Lion héraldique, 1er type |
| 1999-2006 | Le lion héraldique finlandais tel que présent sur les armoiries de la Finlande, c'est-à-dire couronné, brandissant une épée à l'aide de la patte antérieure droite, elle-même protégée par une pièce d'armure, et marchand sur un sabre. À gauche, le millésime. Le tout est entouré des 12 étoiles du drapeau européen. |                                     |
| 1999-2006 | Graveur : Heikki Häiväoja |                                     |

| 2007- | Finlande, Lion héraldique, 2e type | Finlande, Lion héraldique, 2e type |
| 2007- | Le lion héraldique finlandais tel que présent sur les armoiries de la Finlande, c'est-à-dire couronné, brandissant une épée à l'aide de la patte antérieure droite, elle-même protégée par une pièce d'armure, et marchand sur un sabre. À gauche, le millésime. Sous la patte postérieure gauche du lion, la mention du pays émetteur représenté par les lettres FI. Le tout est entouré des 12 étoiles du drapeau européen. |                                    |
| 2007- | Graveur : Heikki Häiväoja |                                    |

| 1999- | France, Marianne | France, Marianne |
| 1999- | L'effigie de Marianne, allégorie de la République française, portant le bonnet phrygien, tournée légèrement vers la gauche. À gauche, la mention du pays émetteur représenté par les initiales RF pour République française, au-dessus du millésime. Le tout est entouré des 12 étoiles du drapeau européen. |                  |
| 1999- | Graveur : Fabienne Courtiade |                  |

| 2002- | Grèce, Pétrolier | Grèce, Pétrolier |
| 2002- | Un pétrolier moderne, témoin du patrimoine maritime grec (thème choisi pour les pièces de 1, 2 et 5 cent(ime)s). En haut est indiquée la valeur nominale en grec, 5 ΛΕΠΤΑ au-dessus du millésime. Le tout est entouré des 12 étoiles du drapeau européen. |                  |
| 2002- | Graveur : Geórgios Stamatópoulos |                  |

| 2002- | Irlande, Harpe | Irlande, Harpe |
| 2002- | La harpe gaélique de Brian Boru, symbole de l'Irlande et présente sur les armoiries du pays, entourée à gauche de la mention du pays émetteur éıʀe et, à droite, du millésime. Le tout est entouré des 12 étoiles du drapeau européen. |                |
| 2002- | Graveur : Jarlath Hayes |                |

| 2002- | Italie, Colisée | Italie, Colisée |
| 2002- | Une vue des ruines du Colisée, à Rome. À droite, la mention du pays émetteur représenté par les lettres R et I (pour Repubblica italiana) superposées. En bas, le millésime. Le tout est entouré des 12 étoiles du drapeau européen. |                 |
| 2002- | Graveur : Ettore Lorenzo Frapiccini |                 |

| 2014- | Lettonie, Armoiries | Lettonie, Armoiries |
| 2014- | Les petites armoiries de la Lettonie, composées d'un bouclier où apparaît un soleil surmonté par trois étoiles symbolisant les trois régions historiques. Sous les armoiries, la mention du pays émetteur LATVIJA. À gauche, verticalement, le millésime. Le tout est entouré des 12 étoiles du drapeau européen. |                     |
| 2014- | Graveur : Laimonis Šēnbergs |                     |

| 2015- | Lituanie, Vytis | Lituanie, Vytis |
| 2015- | Le chevalier Vytis, tel que présent sur les armoiries de la Lituanie, brandissant une épée dans la main droite et se protégeant avec un bouclier ornée d'une double croix au bras gauche. Le cheval se cabre. En bas, la mention du pays émetteur LIETUVA. En haut à droite, le millésime. Le tout est entouré des 12 étoiles du drapeau européen dans un anneau dont le fond est lisse. |                 |
| 2015- | Graveur : Antanas Žukauskas |                 |

| 2002- | Luxembourg, Grand-Duc Henri | Luxembourg, Grand-Duc Henri |
| 2002- | L'effigie d'Henri (1955- ), Grand-Duc de Luxembourg, tournée vers la droite. Le tout est entouré de la mention du pays émetteur LËTZEBUERG, du millésime et des 12 étoiles du drapeau européen. |                             |
| 2002- | Graveur : Yvette Gastauer-Claire |                             |

| 2008- | Malte, Mnajdra | Malte, Mnajdra |
| 2008- | L'autel du temple mégalithique de Mnajdra, près de la ville d'Il-Qrendi, devant un bandeau décoratif. En bas, la mention du pays émetteur MALTA et le millésime. Le tout est entouré des 12 étoiles du drapeau européen en creux dans un anneau. |                |
| 2008- | Graveur : Noel Galea Bason |                |

| 2001-2004 | Monaco, Armoiries, 1er type | Monaco, Armoiries, 1er type |
| 2001-2004 | Les armoiries de Monaco, montrant deux frères mineurs brandissant, d'une main, une épée et tenant, de l'autre, l'écusson monégasque, devant un manteau doublé d'hermine et surmonté d'une couronne. Dans un anneau, la mention du pays émetteur MONACO, en haut, le millésime en bas et les 12 étoiles du drapeau européen rassemblées en deux groupes de 6 étoiles. |                             |
| 2001-2004 | Graveur : Roger Bertrand Baron |                             |

| 2006- | Monaco, Armoiries, 2e type | Monaco, Armoiries, 2e type |
| 2006- | Les armoiries de Monaco, montrant deux frères mineurs brandissant, d'une main, une épée et tenant, de l'autre, l'écusson monégasque, devant un manteau doublé d'hermine et surmonté d'une couronne. En haut, la mention du pays émetteur MONACO. En bas, le millésime. Le tout est entouré des 12 étoiles du drapeau européen dans un anneau. La pièce est légèrement modifiée à la suite de l'accession au trône du Prince Albert II, se conformant ainsi aux nouvelles recommandations européennes puisque les étoiles entourent désormais l'ensemble du dessin, légende et millésime compris. |                            |
| 2006- | Graveur : |                            |

| 1999-2013 | Pays-Bas, Reine Beatrix | Pays-Bas, Reine Beatrix |
| 1999-2013 | L'effigie stylisée de Beatrix (1938- ), Reine des Pays-Bas, tournée vers la gauche et entourée de points et des 12 étoiles du drapeau européen. Le pourtour reprend la légende BEATRIX KONINGIN DER NEDERLANDEN (Beatrix Reine des Pays-Bas), complétée en bas par le millésime. |                         |
| 1999-2013 | Graveur : Bruno Ninaber van Eyben |                         |

| 2014- | Pays-Bas, Roi Willem-Alexander | Pays-Bas, Roi Willem-Alexander |
| 2014- | L'effigie stylisée de Willem-Alexander (1967- ), Roi des Pays-Bas, tournée vers la droite. Un double bandeau traverse verticalement l'effigie avec la légende Willem-Alexander Koning der Nederlanden (Willem-Alexander Roi des Pays-Bas). En bas à gauche, le millésime. Le tout est entouré des 12 étoiles du drapeau européen. L'effigie du Roi Willem-Alexander remplace celle de sa mère à la suite de l'accession au trône de Willem-Alexander, le 30 avril 2013. |                                |
| 2014- | Graveur : Erwin Olaf |                                |

| 2002- | Portugal, Sceau royal de 1134 | Portugal, Sceau royal de 1134 |
| 2002- | Le sceau du Roi Alphonse Ier, datant de 1134, composé d'une croix et du mot PORTUGAL et entouré, en haut, de sept châteaux et, en bas, de cinq écussons comprenant chacun 5 points. Les châteaux et les écussons étant extraits des armoiries du Portugal. Entourant chaque château, les lettres formant le nom du pays émetteur PORTUGAL. Entre chaque écusson, les chiffres formant le millésime. Le tout est entouré des 12 étoiles du drapeau européen en creux dans un anneau. |                               |
| 2002- | Graveur : Vitor Manuel Fernandes dos Santos |                               |

| 2002-2016 | Saint-Marin, Forteresse de Guaita | Saint-Marin, Forteresse de Guaita |
| 2002-2016 | Une partie de la forteresse de Guaita, sur l'un des trois pics du Mont Titano. À droite, en arc de cercle, la mention du pays émetteur SAN MARINO et, en haut, le millésime. Le tout est entouré des 12 étoiles du drapeau européen. |                                   |
| 2002-2016 | Graveur : František Chochola |                                   |

| 2017- | Saint-Marin, Église des Capucins | Saint-Marin, Église des Capucins |
| 2017- | L'église des Capucins au-dessus de laquelle est placée, en arc de cercle, la mention du pays émetteur SAN MARINO suivi du millésime. Le tout est entouré des 12 étoiles du drapeau européen. En 2017, Saint-Marin a modifié l'ensemble des faces nationales de ses pièces, quinze ans après l'introduction de l'euro dans le pays. |                                  |
| 2017- | Graveur : Maria Angela Cassol |                                  |

| 2009- | Slovaquie, Kriváň | Slovaquie, Kriváň |
| 2009- | Le mont Kriváň, dans les Hautes Tatras, sous lequel est indiquée la mention du pays émetteur SLOVENSKO et le millésime. En bas, les armoiries de la Slovaquie, comprenant une double croix. Le tout est entouré des 12 étoiles du drapeau européen. |                   |
| 2009- | Graveur : Drahomir Zobek |                   |

| 2007- | Slovénie, Le Semeur d'étoiles | Slovénie, Le Semeur d'étoiles |
| 2007- | Un homme semant 13 étoiles et 27 points, d'après le tableau Le Semeur du peintre slovène Ivan Grohar. Le tout est entouré des 12 étoiles du drapeau européen entre lesquelles sont disposées les lettres du nom du pays émetteur SLOVENIJA et le millésime en oblique. |                               |
| 2007- | Graveur : Miljenko Licul (sl), Maja Licul et Janez Boljka (sl) |                               |

| 2002-2005 | Vatican, Pape Jean-Paul II | Vatican, Pape Jean-Paul II |
| 2002-2005 | L'effigie du Pape Jean-Paul II (1920-2005), portant une calotte, tournée vers la gauche. Le tout est entouré de la mention du pays émetteur CITTÀ DEL VATICANO, en haut, des 12 étoiles du drapeau européen et du millésime, en bas. |                            |
| 2002-2005 | Graveur : Guido Veroi (dessin) Uliana Pernazza (gravure) |                            |

| 2005 | Vatican, Sede vacante | Vatican, Sede vacante |
| 2005 | Les armoiries d'Eduardo Martínez Somalo, Camerlingue de la Sainte Église romaine, sous l'emblème de la Chambre apostolique, entourées de la légende •SEDE•VACANTE•MMV• (Siège vacant 2005). Le tout est entouré de la mention du pays émetteur CITTÀ DEL VATICANO, en bas et des 12 étoiles du drapeau européen, en haut. À la suite du décès du Pape Jean-Paul II, le 2 avril 2005, le Siège pontifical est resté vacant jusqu'à l'élection du Pape Benoît XVI, le 19 avril 2005. Pendant cette période, la Chambre apostolique est placé sous la responsabilité du Camerlingue, le cardinal Eduardo Martínez Somalo. Par tradition, les pièces portent ses armoiries pour marquer la vacance du Siège apostolique. |                       |
| 2005 | Graveur : Maria Carmela Colaneri |                       |

| 2006-2013 | Vatican, Pape Benoît XVI | Vatican, Pape Benoît XVI |
| 2006-2013 | L'effigie du Pape Benoît XVI (1927- ), portant une calotte, légèrement tournée vers la droite et au-dessus de la mention du pays émetteur CITTÀ DEL VATICANO, suivi d'un point et du millésime. Le tout est entouré des 12 étoiles du drapeau européen. Élu Pape sous le nom de Benoît XVI, le 19 avril 2005, l'effigie de Joseph Ratzinger apparaît sur les pièces du Vatican à partir de 2006. |                          |
| 2006-2013 | Graveur : Luciana De Simoni |                          |

| 2014-2016 | Vatican, Pape François - Effigie | Vatican, Pape François - Effigie |
| 2014-2016 | L'effigie du Pape François, portant une calotte, tournée vers la gauche et entourée de la mention du pays émetteur CITTÀ DEL VATICANO. À droite, le millésime. Le tout est entouré des 12 étoiles du drapeau européen. Élu Pape sous le nom de François (1936- ), le 13 mars 2013, l'effigie de Jorge Bergoglio remplace celle de Benoît XVI sur les pièces du Vatican à partir de 2014. |                                  |
| 2014-2016 | Graveur : Orietta Rossi (dessin) et Luciana De Simoni (gravure) |                                  |

| 2017- | Vatican, Pape François - Armoiries | Vatican, Pape François - Armoiries |
| 2017- | Les armoiries du Pape François entourées de la mention du pays émetteur CITTÀ DEL, à gauche, et VATICANO, à droite. En bas, à droite, le millésime. Le tout est entouré des 12 étoiles du drapeau européen. |                                    |
| 2017- | Graveur : Daniela Longo (dessin) Luciana De Simoni (gravure) |                                    |

## Pièces en circulation
Au 1er janvier 2025, il y avait 24 758 628 697 pièces de 5 centimes en circulation au sein de la zone euro, pour une valeur totale de 1 237 931 435 €.
La Banque centrale européenne contrôle constamment la circulation et le stock de pièces et de billets en euro. C'est une tâche effectuée par l'Eurosystème (c’est-à-dire la Banque centrale européenne (BCE) et les vingt banques centrales nationales (BCN) de la zone euro) pour assurer un approvisionnement efficace et sans heurts de l'euro et pour en maintenir l'intégrité.
La BCE fournit chaque mois des statistiques sur le nombre de pièces de monnaie en circulation.
Il s’agit d’un nombre net, à savoir du nombre de pièces émises, diminué de la somme des pièces retirées ou rentrées et des pièces en dépôt dans les banques nationales de la zone euro.
Les chiffres fournis sont les suivants (le montant est arrondi à l'euro sur le site de la BCE et est reproduit comme tel) :
| Année | Quantité       | Valeur      | Année | Quantité       | Valeur      | Année | Quantité       | Valeur        |
| ----- | -------------- | ----------- | ----- | -------------- | ----------- | ----- | -------------- | ------------- |
| *     | 5 746 764 130  | 287 338 207 | 2008  | 13 376 312 242 | 668 815 612 | 2015  | 18 721 355 098 | 936 067 755   |
| 2002  | 6 063 964 107  | 303 198 205 | 2009  | 14 217 637 206 | 710 881 860 | 2016  | 19 509 024 997 | 975 451 250   |
| 2003  | 7 557 205 441  | 377 860 272 | 2010  | 15 118 027 073 | 755 901 354 | 2017  | 20 314 261 483 | 1 015 713 074 |
| 2004  | 8 918 420 105  | 445 921 005 | 2011  | 15 878 884 133 | 793 944 207 | 2018  | 21 114 130 037 | 1 055 706 502 |
| 2005  | 10 139 450 666 | 506 972 533 | 2012  | 16 569 961 377 | 828 498 069 | 2019  | 21 824 676 792 | 1 091 233 840 |
| 2006  | 11 286 541 195 | 564 327 060 | 2013  | 17 143 620 187 | 857 181 009 | 2020  | 22 446 542 540 | 1 122 327 127 |
| 2007  | 12 358 727 033 | 617 936 352 | 2014  | 17 913 861 210 | 895 693 061 |       |                |               |

* : au lancement de l'euro fiduciaire (1er janvier 2002).
La publication des statistiques les plus significatives du nombre de pièces en circulation relevées chaque année est celle du 31 décembre, ce nombre étant le plus élevé de l'année.
Les statistiques pour chaque valeur au 1er janvier 2021 sont disponibles à la page générale des pièces de monnaie en euro.

## Coût de fabrication
En 2005, la fabrication d'une pièce de 5 centimes coûtait à l'État français 5,7 centimes (5,720 8 centimes hors marge du fabricant).